# پریستون
پریستون (به انگلیسی: Priston) یک روستا و محله مدنی در بریتانیا است که در باث و سامرست شمال‌شرقی واقع شده‌است. پریستون ۲۳۲ نفر جمعیت دارد.